# تولبرج
تولبرج (بالسويدية: Otto Fredrik Tullberg)‏ (1802 - 1852 م) هو مستشرق سويدي.
تخصص في اللغة السريانية، كما أنه أول من درس لغة الهند القديمة في السويد.

## روابط خارجية
- تولبرج على موقع ميوزك برينز (الإنجليزية)